# NGC 281
NGC 281 је емисиона маглина у сазвежђу Касиопеја која се налази на NGC листи објеката дубоког неба.
Деклинација објекта је + 56° 37' 30" а ректасцензија 0h 52m 53,8s. Привидна величина (магнитуда) објекта NGC 281 износи 13,5. NGC 281 је још познат и под ознакама IC 11, LBN 616, in OCL 313.